# Babino
Babino es un pueblo ubicado en el municipio de Berane, en Montenegro.

## Demografía
Hasta 2011 la población era de 413 habitantes, conformada por 106 hogares y 162 viviendas.
| 594                                                              | 480 | 465 | 504 | 441 | 391 | 436 | 413 |
| (Fuente: Population statistics of Eastern Europe & former USSR.) |     |     |     |     |     |     |     |

| Etnicidad                                           | Número | Porcentaje |
| --------------------------------------------------- | ------ | ---------- |
| Serbios                                             | 334    | 76,60 %    |
| Montenegrinos                                       | 80     | 18,34 %    |
| Yugoslavos                                          | 6      | 1,37 %     |
| Otros                                               | 16     | 3,67 %     |
| Fuente: Republic of Montenegro. Statistical Office. |        |            |